# يو إف سي ليلة القتال: ماركوارت ضد بالهاريس
يو إف سي ليلة القتال: ماركوارت ضد بالهاريس (بالإنجليزية: UFC Fight Night: Marquardt vs. Palhares)‏ هو حدث لفنون القتال المختلطة نظمته يو إف سي، أُقيم في 15 سبتمبر 2010، على مركز فرانك أروين في أوستن، تكساس، الولايات المتحدة.